# Julius von Loewenfeld (General, 1808)
Julius Ludwig Wilhelm von Loewenfeld (* 31. Januar 1808 in Leeden; † 29. Juni 1880 in Potsdam) war ein preußischer General der Infanterie.

## Leben

### Herkunft
Julius war ein Sohn des preußischen Oberst und 2. Kommandanten von Torgau Wilhelm Friedrich von Loewenfeld (1768–1827) und dessen Ehefrau Karoline, geborene von Bar (1771–1836).

### Militärkarriere
Loewenfeld besuchte das Berliner Kadettenhaus und wurde anschließend am 5. April 1826 als Sekondeleutnant dem Garde-Reserve-Infanterie (Landwehr) Regiment der Preußischen Armee überwiesen, aus dem später das Garde-Füsilier-Regiment hervorging. Von 1828 bis 1834 fungierte er Adjutant des I. Bataillons und war anschließend in gleicher Funktion bis 1843 beim I. Bataillon im 4. Garde-Landwehr-Regiment in Hamm kommandiert. Als Premierleutnant schlug er im Jahr 1848 mit Mannschaften der 8. Kompanie seines Regiments einen im Zuchthaus Spandau ausgebrochenen Aufstand nieder. Ende des Jahres stieg Loewenfeld zum Hauptmann und Kompaniechef auf. Unter Beförderung zum Major wurde er Mitte Mai 1854 Kommandeur des II. Bataillons und am 12. Juni 1855 in das 1. Garde-Regiment zu Fuß versetzt. Vom 30. Dezember bis zum 6. April 1857 war er Kommandeur des Füsilier-Bataillons und wurde anschließend mit der Beförderung zum Oberstleutnant zum Flügeladjutanten von Friedrich Wilhelm IV. ernannt. Loewenfeld begleitete den König auf mehreren Reisen, bis dieser erkrankte. Unter Belassung in seiner Stellung beauftragte man ihn am 12. November 1857 mit der Führung des 2. Infanterie- (Königs) Regiment in Stettin und am 22. Mai 1858 mit der Führung des Garde-Reserve-Infanterie-Regiments. Am 15. April 1859 wurde er zum Kommandeur dieses Verbandes ernannt, Ende Mai 1859 zum Oberst befördert sowie im Januar 1861 mit dem Ritterkreuz des Königlichen Hausordens von Hohenzollern ausgezeichnet. Am 7. März 1863 beauftragte man ihn zunächst mit der Führung der 10. Infanterie-Brigade in Frankfurt (Oder) und ernannte ihn am 17. März 1863 als Generalmajor zum Brigadekommandeur. Bereits am 12. August 1863 erfolgte seine Rückversetzung nach Berlin, wo Loewenfeld das Kommando über die 4. Garde-Infanterie-Brigade erhielt. Ab dem 19. Dezember 1863 war er für die Dauer der Abkommandierung des Generalmajors Wilhelm Hiller von Gaertringen zur Führung der Geschäfte der 1. Garde-Infanterie-Brigade sowie der Kommandantur in Potsdam kommandiert. Am 9. Januar 1864 erfolgte seine Ernennung zum Kommandeur dieser Brigade und am 22. März wurde er auch Kommandant von Potsdam. In dieser Stellung erhielt er im Juni 1864 den Sankt-Stanislaus-Orden I. Klasse. Am 2. Juni 1866 wurde Loewenfeld zum Kommandeur der 9. Division in Glogau ernannt, die er im folgenden Krieg gegen Österreich im Verbund des V. Armee-Korps führte. Nachdem er sich ohne gesonderten Befehl am 26. Juni 1866 in den Besitz des Engpasses von Nachod gebracht hatte, gelang es ihm in der einen Tag später stattfindenden Schlacht mit fünfeinhalb Bataillonen und zwei Jägerzügen rund drei Stunden lang die Höhen gegen 21 feindliche Bataillone zu verteidigen. Dafür wurde Loewenfeld mit dem Orden Pour le Mérite ausgezeichnet. Er nahm außerdem an den Kämpfen bei Skalitz, Schweinschädel und Königgrätz teil.
Nach dem Friedensschluss wurde Loewenfeld am 17. September 1866 zum Kommandeur der 2. Garde-Division ernannt und kurz darauf zum Generalleutnant befördert sowie mit dem Mecklenburgischen Militärverdienstkreuz ausgezeichnet. Anfang Juni 1870 erhielt er zudem den Orden der Heiligen Anna I. Klasse mit Brillanten. Aus gesundheitlichen Gründen gab Loewenfeld bei der Mobilmachung anlässlich des Krieges gegen Frankreich das Kommando über die Division ab und war zunächst Generalgouverneur im Bezirk des V. und VI. Armee-Korps. Mitte September 1870 wurde er Inspekteur der beiden Reservekorps bei Berlin und nach der Kapitulation von Metz am 28. Oktober 1870 zum Gouverneur der Festung Metz ernannt. In dieser Stellung verantwortete er auch die Belagerung von Longwy und wurde nach der Kapitulation der Stadt und Festung mit dem Eisernen Kreuz II. Klasse ausgezeichnet. Gesundheitsbedingt reichte er seinen Abschied ein. Daraufhin wurde er am 17. Juni 1871 unter Belassung in seiner Stellung zu den Offizieren von der Armee versetzt und am 27. Juni 1871 mit dem Charakter als General der Infanterie mit der gesetzlichen Pension zur Disposition gestellt.
Nach seiner Verabschiedung verlieh ihm Kaiser Wilhelm I. anlässlich des Ordensfestes im Januar 1872 den Roten Adlerorden I. Klasse mit Eichenlaub. Seinen Lebensabend verbrachte Loewenfeld in der Schweiz und Italien, bis er seinen dauerhaften Wohnsitz in Potsdam nahm und nach seinem Tod auf dem Alten Friedhof bestattet wurde.

### Familie
Loewenfeld verheiratete sich am 10. November 1834 in Bückeburg mit Karoline Freiin Schilling von Canstatt (1811–1900), Hofdame der Hermine von Schaumburg-Lippe (1845–1930). Aus der Ehe gingen folgende Kinder hervor:
- Karoline Mathilde (* 1836) ⚭ 1867 Hermann von Zacha († 1887), Oberst a. D.
- Julius (1838–1916), preußischer Generalmajor ⚭ Elisabeth von Witzleben (* 1854)
- Alfred (1848–1927), preußischer General der Infanterie